# Xenoöstrogen
Xenoöstrogen är produkter från jordbruk eller industrier som har östrogena effekter, och är följaktligen hormonstörande ämnen. De tillhör den större gruppen xenohormoner, vilka samtliga påverkar hälsan och miljön långsiktligt genom att de släpps ut i atmosfären och vattnet. 
Ordet xenoöstrogen härrör från de grekiska orden ξένο (xeno, som betyder främmande), οἶστρος (estrus, som betyder sexuell lust) och γόνο (gene, som betyder ”att generera”) och betyder bokstavligen ”främmande östrogen”. 

## Effekter
Flera effekter uppstår: 
- Reproduktionsstörningar: De kan leda till problem i reproduktionssystemet, inklusive försämrad spermiekvalitet hos män.[3]
- För tidig pubertet: Exponering för xenoöstrogener har kopplats till för tidig pubertet.
- Hormonell obalans: Xenoöstrogener kan störa den naturliga hormonbalansen i kroppen.
- Miljöpåverkan: De utgör en växande oro för potentiell ekologisk påverkan.
- Långsiktiga hälsoeffekter: Kronisk exponering kan leda till olika hälsoproblem över tid.

### Pubertetsstörning
Det första tecknet på kvinnlig pubertet är en accelererande tillväxt följt av utvecklingen av en påtaglig bröstknopp (thelarche). Medianåldern för thelarche är 9,8 år. Även om sekvensen kan vara omvänd, uppträder androgenberoende förändringar såsom tillväxt av axill- och pubishår, kroppslukt, och akne (adrenarche) vanligtvis 2 år senare. Menstruationen (menarche) kommer sent (median 12,8 år) och inträffar efter att den kraftigaste tillväxten har passerat. Nedgången (tidigareläggning) i ålder vid pubertetsdebut från 17 år till 13 år har skett under en period på 200 år fram till mitten av 1900-talet, vilket delvis kan bero på xenoöstrogen.
För tidig pubertet har många betydande fysiska, psykologiska och sociala konsekvenser för små barn. Den har förknippats med ämnesomsättningsrubbningar (insulinresistens och diabetes), ökad kardiometabol risk (högt blodtryck och höga kolesterolnivåer), fetma, ökad risk för cancer (bröstcancer och endometriecancer hos flickor och testikelcancer hos pojkar). 

## Verkansvägar
Xenoöstrogen är ett begrepp som definierar "främmande" östrogener, det vill säga ämnen vars molekylära strukturer är tillräckligt lika östrogen för att kunna binda till östrogenreceptorer. När detta sker, kan det leda till potentiellt sett skadliga verkningar. Xenoöstrogen finns i bland annat plast och kemikalier, och har bland annat visat sig kunna försämra spermiekvaliteten hos män.

## Exempel på xenoöstrogener
- alkylfenoler (intermediära kemikalier som används vid tillverkning av andra kemikalier)
- 4-Methylbenzylidene camphor (4-MBC) (solskyddslotion)
- bisfenol S, BPS (en analog till BPA)
- butylhydroxyanisol, BHA (konserveringsmedel i livsmedel)
- diklordifenyldikloretylen (en av nedbrytningsprodukterna av DDT)
- dieldrin (förbjuden insekticid)
- DDT (förbjuden insekticid)
- endosulfan (allmänt förbjuden insekticid)
- erytrosin, FD&C Röd No. 3 (E127)
- etinylestradiol (kombinerat oralt p-piller) (släpps ut i miljön som xenoöstrogen)
- heptaklor (insekticid)
- lindan, hexaklorcyklohexan (begränsad insekticid)
- metalloöstrogener (en klass av oorganiska xenoöstrogener)
- metoxiklor (förbjuden insekticid)
- nonylfenol och dess derivat (industriella ytaktiva ämnen; emulgeringsmedel för emulsionspolymerisation; laboratorietvättmedel; bekämpningsmedel)
- pentaklorfenol (allmänt biocid- och träskyddsmedel som omfattas av restriktioner)
- polyklorerade bifenyler, PCB (förbjudna; användes tidigare i elektriska oljor, smörjmedel, lim, färger)
- parabener (krämer)
- ftalater (mjukgörare)
- DEHP (mjukgörare för PVC)
- Propylgallat (används för att skydda oljor och fetter i produkter från karbonisering)